# Ctenotus spaldingi
Espèce
Synonymes
- Hinulia spaldingi Macleay, 1877
- Lygosoma dorsale Boulenger, 1887

Ctenotus spaldingi est une espèce de sauriens de la famille des Scincidae.

## Répartition
Cette espèce se rencontre :
- en Australie dans le Territoire du Nord et au Queensland ;
- en Nouvelle-Guinée.

## Étymologie
Cette espèce est nommée en l'honneur d'Edward Spalding (1836–1900).

## Publication originale
- Macleay, 1877 : The lizards of the Chevert Expedition. Proceedings of the Linnean Society of New South Wales, vol. 2, p. 60-69 & 97-104 (texte intégral).